# Khalid király nemzetközi repülőtér
A Khalid király nemzetközi repülőtér (arab nyelven: مطار الملك خالد الدولي) (IATA: RUH, ICAO: OERK) Szaúd-Arábia egyik nemzetközi repülőtere, mely Rijád közelében található.  Éves utasforgalma 27 900 000 fő (2018). Területét tekintve (225 km²) az egyik legnagyobb a világon. Vészhelyzet esetére a NASA bármely űrrepülője számára alternatív leszállóhelyként választották ki a repülőteret.

## Forgalom
Az utasforgalom az elmúlt években az alábbi módon változott:
| Utasok száma | 8 055 000 | 8 737 000 | 9 168 000 | 11 017 000 | 11 540 000 | 14 889 000 | 18 585 000 | 23 777 773 | 27 900 000 | 18 933 989 |
|              | 1998      | 2001      | 2003      | 2006       | 2008       | 2011       | 2013       | 2016       | 2018       | 2021       |

## Légitársaságok és úticélok
2023-ban a Khalid király nemzetközi repülőtérről az alábbi járatok indulnak:

### Személy
| Légitársaság                    | Célállomások |
| ------------------------------- | --- |
| Aegean Airlines                 | Athens |
| Air Arabia                      | Alexandria, Assiut, Cairo, Sharjah |
| airblue                         | Islamabad, Lahore |
| Air Cairo                       | Assiut, Cairo, Giza, Sohag Szezonális: Sharm El Sheikh (2023 április 20-től) |
| Air India                       | Delhi, Hyderabad, Mumbai |
| Air Montenegro                  | Szezonális charter: Podgorica |
| AnadoluJet                      | Istanbul–Sabiha Gökçen |
| Ariana Afghan Airlines          | Kabul |
| Azerbaijan Airlines             | Szezonális charter: Baku |
| Badr Airlines                   | Khartoum |
| Biman Bangladesh Airlines       | Dhaka |
| British Airways                 | London–Heathrow |
| Buta Airways                    | Baku |
| EgyptAir                        | Alexandria, Cairo |
| Emirates                        | Dubai–International |
| Ethiopian Airlines              | Addis Ababa |
| Etihad Airways                  | Abu Dhabi |
| flyadeal                        | Abha, Amman–Queen Alia, Bahrain, Baku, Batumi, Cairo, Dammam, Dubai–International, Ha'il, Istanbul, Jeddah, Jizan, Khartoum, Kuwait City, Medina, Muscat, Najran, Sarajevo (2023 április 25-től), Sharm El Sheikh, Tbilisi, Tabuk, Ta'if Szezonális: Heraklion (2023 június 23-tól), Larnaca (2023 június 22-től), Rhodes (2023 június 24-től) |
| flydubai                        | Dubai–International |
| FlyEgypt                        | Cairo, Sohag |
| flynas                          | Abha, Abu Dhabi, Al Baha, Al Jawf, Assiut, Alexandria, Al Ula, Amman–Queen Alia, Arar, Baghdad, Bahrain, Baku, Bejrút, Bisha, Cairo, Dammam, Delhi, Doha, Dubai–International, Gassim, Gurayat, Ha'il, Hatay, Hyderabad, Islamabad, Istanbul–Sabiha Gökçen, Jeddah, Jizan, Karachi, Khartoum, Kozhikode, Kuwait City, Lahore, Lucknow, Medina, Moszkva-Domogyedovó, Mumbai, Muscat, Najran, Sharm El Sheikh, Sohag, Tabuk, Ta'if, Tashkent, Tbilisi, Trabzon Szezonális: Bodrum, Hurghada, Malé (2023 június 20-től), Mykonos, Prága, Salalah, Salzburg, Santorini, Sarajevo, Tirana, Tivat, Bécs, Yerevan (2023 június 21-től) |
| Gulf Air                        | Bahrain |
| Himalaya Airlines               | Kathmandu |
| IndiGo                          | Delhi, Kochi, Mumbai |
| Iraqi Airways                   | Szezonális charter: Baghdad |
| Jazeera Airways                 | Kuwait City |
| KLM                             | Amszterdam |
| Kuwait Airways                  | Kuwait City |
| Lufthansa                       | Bahrain, Frankfurt |
| Middle East Airlines            | Bejrút |
| Nepal Airlines                  | Kathmandu |
| Nesma Airlines                  | Ha'il, Jeddah Szezonális: Sarajevo Hajj: Banda Aceh |
| Nile Air                        | Cairo |
| Oman Air                        | Muscat |
| Pakistan International Airlines | Islamabad, Lahore, Peshawar, Sialkot |
| Pegasus Airlines                | Istanbul–Sabiha Gökçen |
| Philippine Airlines             | Manila |
| Qatar Airways                   | Doha |
| Royal Air Maroc                 | Casablanca |
| Royal Jordanian                 | Amman–Queen Alia |
| SalamAir                        | Muscat |
| Saudia                          | Abha, Abu Dhabi, Addis Ababa, Al Baha, Alexandria, Al Jawf, Al Ula, Al Wajh, Amman–Queen Alia, Arar, Bahrain, Bangkok–Suvarnabhumi, Barcelona, Batumi, Beijing–Daxing, Bejrút, Bisha, Cairo, Casablanca, Dammam, Dawadmi, Delhi, Dhaka, Doha, Dubai–International, Frankfurt, Gassim, Genf, Guangzhou, Gurayat, Ha'il, Hyderabad, Islamabad, Istanbul, Jakarta–Soekarno-Hatta, Jeddah, Jizan, Karachi, Khartoum (felfüggesztve), Kochi, Kozhikode, Kuala Lumpur–International, Kuwait City, Lahore, London–Heathrow, Lucknow, Madrid, Male, Manila, Mauritius, Medina, Mumbai, München, Muscat, Najran, Neom Bay, New York–JFK, Párizs-Charles de Gaulle repülőtér, Peshawar, Qaisumah, Rafha, Róma–Fiumicino, Seoul–Incheon, Sharm El Sheikh, Sharurah, Tabuk, Ta'if, Turaif, Wadi al-Dawasir, Washington–Dulles, Yanbu, Zürich Szezonális: Amszterdam, Athens, Izmir, Makassar, Málaga, Milan–Malpensa, Mykonos, Nizza, Salalah, Surabaya, Bécs |
| Serene Air                      | Peshawar |
| SpiceJet                        | Delhi, Kozhikode, Mumbai |
| SriLankan Airlines              | Colombo–Bandaranaike |
| Sudan Airways                   | Khartoum |
| Tarco Aviation                  | Khartoum |
| Turkish Airlines                | Istanbul Szezonális: Antalya, Trabzon |
| Wizz Air                        | Bukarest, Budapest, Catania, Larnaca, Milan–Malpensa (2023 április 20-től), Naples, Róma–Fiumicino, Szófia (2023 április 20-től), Venice (2023 április 20-től), Bécs |
| Yemenia                         | Aden |

### Cargo
| Légitársaság                  | Célállomások |
| ----------------------------- | --- |
| Cathay Cargo                  | Dubai–Al Maktoum, Hong Kong |
| Cargolux                      | Hanoi, Luxembourg |
| DHL International Aviation ME | Bahrain |
| Ethiopian Cargo               | Addis Ababa, Kuwait City, Zaragoza |
| Lufthansa Cargo               | Frankfurt, Sharjah |
| Qatar Airways Cargo           | Doha |
| Saudia Cargo                  | Addis Ababa, Amszterdam, Bangalore, Brüsszel, Dammam, Frankfurt, Guangzhou, Hong Kong, Houston–Intercontinental, Hyderabad, Jeddah, Lagos, Milan–Malpensa, Mumbai, Nairobi, New York–JFK, Shanghai–Pudong, Sharjah |
| Turkish Cargo                 | Istanbul, Mumbai |

## Futópályák
A repülőtér futópályái:
- 15R/33L (4205 m, 60 m, aszfalt)